# Paulo César Cardoso
Paulo César Lobo Cardoso Pires é um advogado e carnavalesco brasileiro, conhecido por seu trabalho à frente do desfile da Unidos de Vila Isabel no Carnaval do Rio de Janeiro de 1988, quando a escola foi campeã com o enredo Kizomba, a Festa da Raça. A apresentação é considerada uma das mais marcantes da história do carnaval carioca.

## Biografia

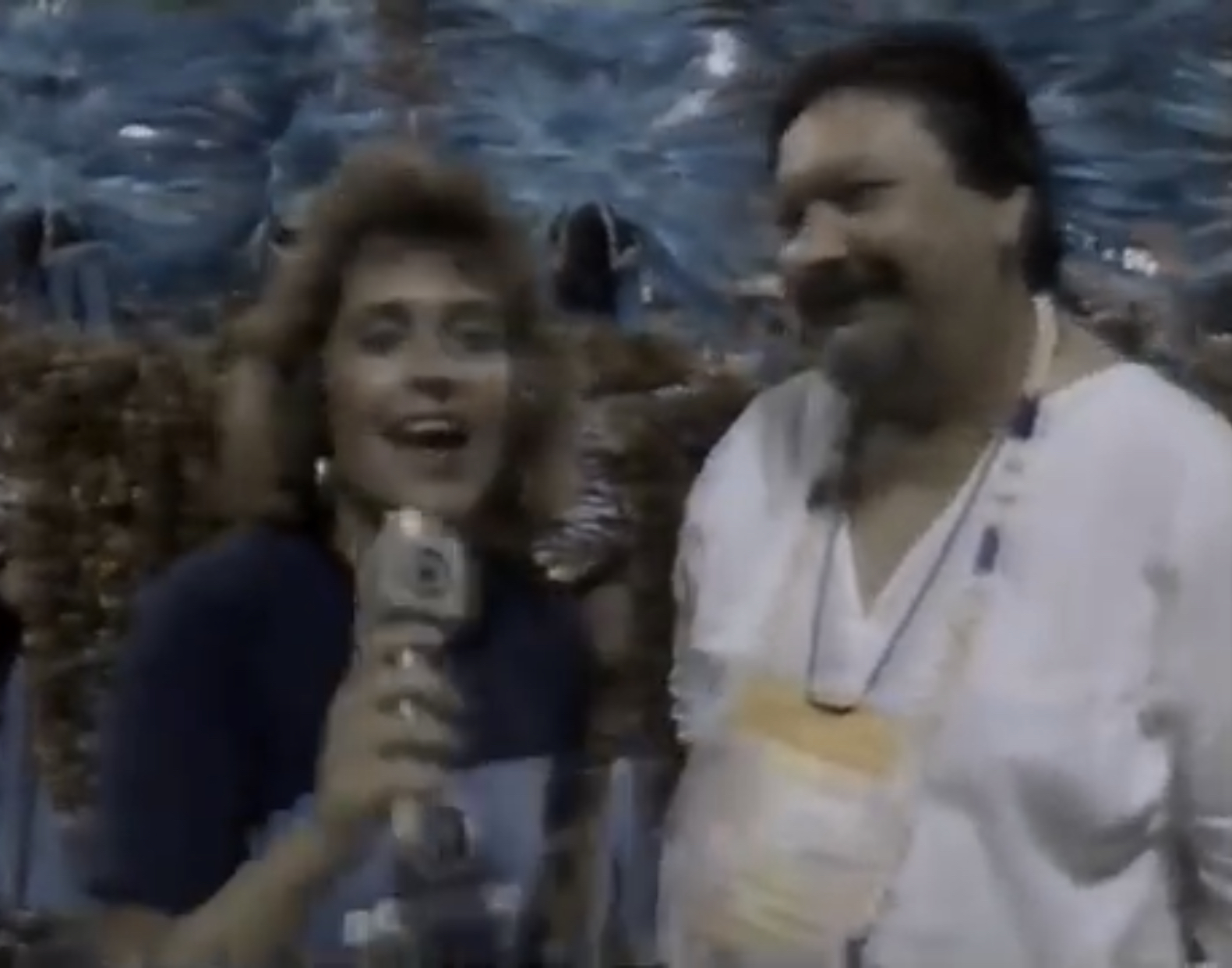
Paulo César Lobo Cardoso Pires, carnavalesco e advogado.

Natural do Rio de Janeiro, Paulo César formou-se em Direito e conciliou a carreira jurídica com a atuação no carnaval, destacando-se como criador de enredos com forte cunho social e histórico. Em 1988 assinou "Kizomba, A Festa da Raça". Em 1989, "Direito É Direito", sobre os quarenta anos da Declaração Universal dos Direitos Humanos. Em 1990, "Se Esta Terra, Se Esta Terra Fosse Minha", sobre a Reforma agrária no Brasil.
Além da Unidos de Vila Isabel, também atuou como carnavalesco da Unidos da Tijuca, escola pela qual assinou projetos em outros momentos de sua carreira.

## Carnaval de 1988
Em 1988, Paulo César foi o carnavalesco da Unidos de Vila Isabel e assinou o enredo Kizomba, a Festa da Raça, que celebrava a influência da cultura africana na formação do povo brasileiro. O desfile abordou a resistência e a valorização da identidade negra, e tornou-se um marco por sua força estética, musical e narrativa. A apresentação foi amplamente elogiada pela crítica e pelo público, e garantiu à Vila Isabel seu primeiro título no Grupo Especial. Pelo conjunto de seu trabalho na Vila Isabel, Paulo César recebeu dois prêmios Estandarte de Ouro, uma das mais tradicionais e prestigiadas premiações do carnaval carioca.

## Legado
O desfile de 1988 é frequentemente citado como um dos mais belos e relevantes da história do carnaval. A atuação de Paulo César é vista como símbolo de um carnaval engajado, com enredos que promovem reflexão social e histórica.

## Enredos
- "Kizomba, A Festa da Raça" (1988)
- "Direito É Direito" (1989)
- "Se Esta Terra, Se Esta Terra Fosse Minha" (1990)